# Mammillaria glassii
Mammillaria glassii ist eine Pflanzenart aus der Gattung Mammillaria in der Familie der Kakteengewächse (Cactaceae). Das Artepitheton glassii ehrt den US-amerikanischen Botaniker und langjährigen Redakteur der US-amerikanischen Kakteenzeitschrift Charles Edward Glass.

## Beschreibung
Mammillaria glassii bildet Polster aus. Die kugeligen bis zylindrischen Triebe werden 3 bis 10 Zentimeter hoch und messen 3 bis 10 Zentimeter im Durchmesser. Die zylindrisch geformten Warzen sind ohne Milchsaft. Die Axillen sind mit 20 bis 30 weißen, bis zu 2,5 Zentimeter langen Borsten besetzt oder sie sind nackt. Die 1 bis 8 Mitteldornen sind 0,4 bis 0,7 Zentimeter lang. Sie sind abstehend, gerade oder gehakt und oft sehr schwierig von den Randdornen zu unterscheiden. Die 50 bis 60 Randdornen sind haarartig weiß, ineinandergreifend und 1 bis 1,5 Zentimeter lang.
Die sich oft nicht völlig öffnenden hellrosa Blüten sind 1,4 Zentimeter lang und messen 0,3 bis 2,2 Zentimeter im Durchmesser. Die grünen bis rosa werdenden  Früchte werden bis zu 2 Zentimeter lang. Sie enthalten schwarze Samen.

## Verbreitung, Systematik und Gefährdung
Mammillaria glassii ist in den mexikanischen Bundesstaaten  Coahuila, Tamaulipas und Nuevo León verbreitet.
Die Erstbeschreibung erfolgte 1968 durch Robert Alan Foster.  Ein nomenklatorisches Synonym ist Bartschella glassii (R.A.Foster) Doweld (2000).
In der Roten Liste gefährdeter Arten der IUCN wird die Art als „Least Concern (LC)“, d. h. als nicht gefährdet geführt.

## Nachweise